# Клир Лејк (округ Пирс, Вашингтон)
Клир Лејк (енгл. Clear Lake, Pierce County) насељено је место без административног статуса у америчкој савезној држави Вашингтон.

## Демографија
По попису из 2010. године број становника је 1.419.
| Група             | 2000.    | 2010.         |
| Белци             | 0 (0,0%) | 1.289 (90,8%) |
| Афроамериканци    | 0 (0,0%) | 6 (0,4%)      |
| Азијати           | 0 (0,0%) | 11 (0,8%)     |
| Хиспаноамериканци | 0 (0,0%) | 46 (3,2%)     |
| Укупно            | 0        | 1.419         |